# Московское восстание (1547)
Моско́вское восста́ние 1547 го́да — волнения средних и низших слоёв городского населения, произошедшие в Москве после засухи и пожаров 1547 года. В отсутствие государя в столице начались волнения, оставшиеся без крова люди искали виноватых в поджогах и колдовстве. Народная молва обвинила в случившемся непопулярных родственников матери великих князей. 26 июня разъярённая толпа убила родственника Ивана IV Юрия Глинского. Через три дня толпа отправилась к царю, требуя расправы над остальными Глинскими. Целью восставших было падение этого боярского рода. После переговоров и уступок люди разошлись, зачинщики были впоследствии арестованы и казнены.

## Причины

### Социально-политический кризис

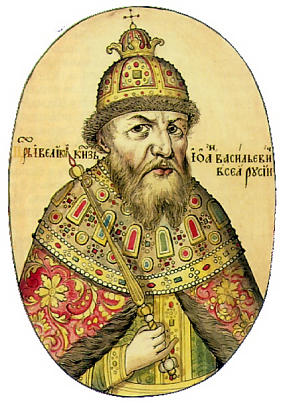
Портрет Ивана Грозного, 1672 год

По мнению ряда исследователей, московское восстание 1547 года было следствием обострившейся социально-политической ситуации в Московском государстве в первой трети XVI века. С одной стороны, этот период характеризовался ослаблением авторитета царской власти и борьбой за власть боярских кланов и семейств. С другой — податное население было недовольно повышением налогов, ростом повинностей и произволом наместников и волостителей. С точки зрения марксизма-ленинизма, события 1547 года интерпретировались как городское антифеодальное восстание, вызванное «резким обострением классовых противоречий» и произволом бояр. Венчание на царство в январе 1547-го молодого Ивана IV не оправдало надежд народа и не помогло преодолеть сложившийся государственный кризис. Большое влияние при дворе приобрели Глинские — родственники царя по материнской линии, что вызвало недовольство других представителей высшей знати и народа.

### Ущерб от пожаров
Непосредственным поводом для народных волнений стали пожары, случившиеся в Москве весной и летом 1547 года. Причиной пожаров была жаркая и засушливая погода: «..тая же весны пришла засуха великая и вода в одну неделю спала, а суда на Москва-реке обсушило». Первое крупное возгорание случилось 12 апреля, когда в Китай-городе выгорело более двух тысяч торговых лавок, гостиных дворов и жилых домов. Через неделю сгорели кварталы за Яузой.
21 (по некоторым источникам — 24) июня 1547 года Москву охватил новый, «великий» пожар. В течение двух дней в огне оказались Арбат и Кремль, невыгоревшие части Китай-города, Тверская, Дмитровка, и Мясницкая. Согласно летописным источникам, в пожаре погибло порядка 1700 человек.
По горящему городу распространился слух, что в бедствии виноваты Глинские. В Новгородской летописи говорилось:  «Потому што на них зговор пришол буттось они велели зажигати Москву». Бабку царя, Анну Глинскую, обвиняли в том, что она наколдовала пожар: «вымала сердца человеческия да клала в воду да тою водою ездячи по Москве да кропила и оттого Москва выгорела». Семейству Глинских также вменяли государственную измену.
Будучи стихийным взрывом борьбы социальных низов против произвола боярских правителей, Московское восстание 1547 г. не имело, по-видимому, никакой сколь-нибудь выраженной политической программы. Единственное требование восставших москвичей, о котором упоминают источники – это требование расправы с Глинскими, олицетворявшими в глазах народных масс все отрицательные стороны боярского правления.Советский историк Иван Смирнов

## История

### Ход восстания

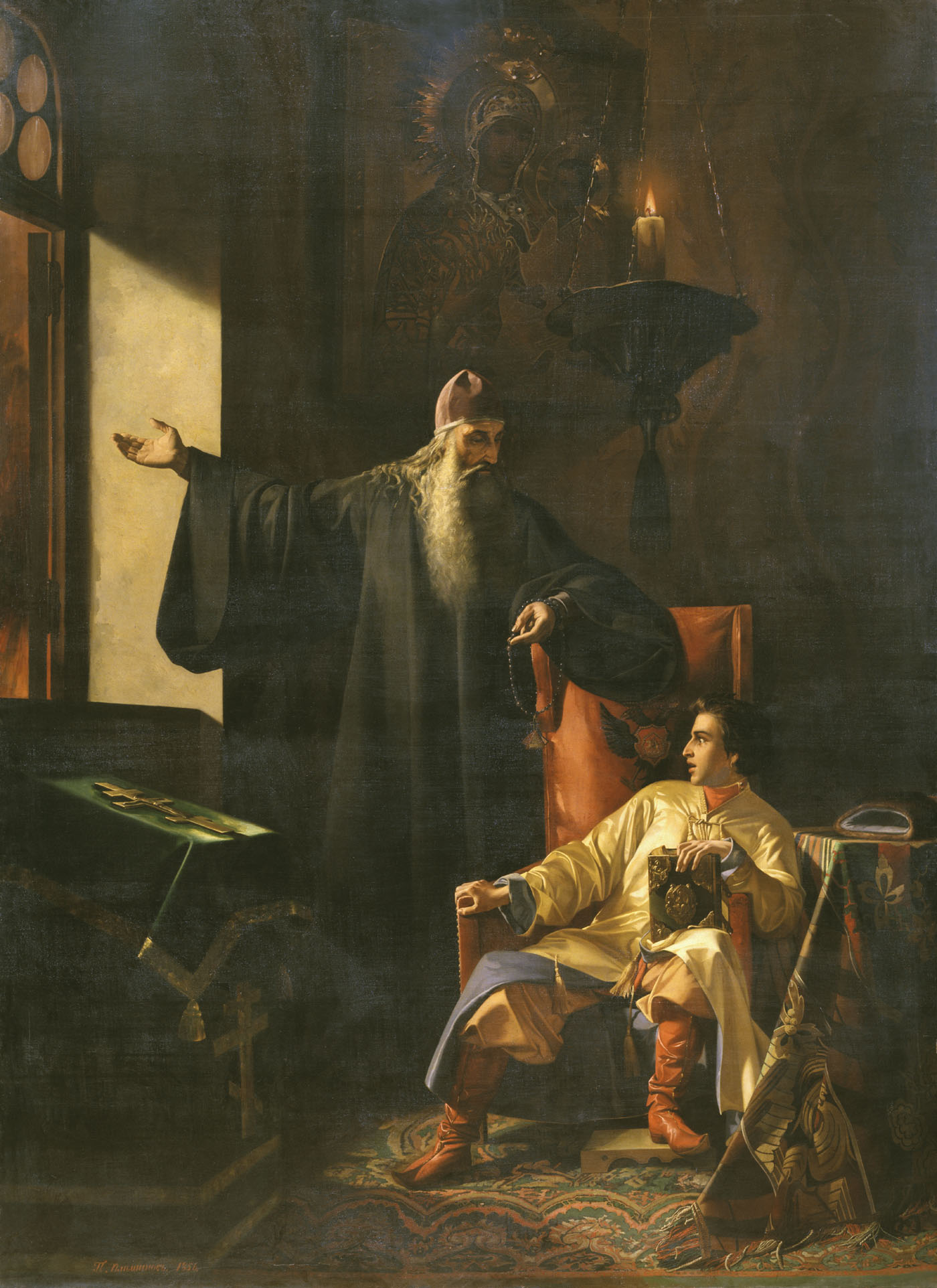
«Иван IV и протопоп Сильвестр во время большого московского пожара 24 июня 1547 года», картина Павла Плешанова, 1856 год

Основные события восстания произошли после «Великого пожара». 26 июня народ собрался на вече на Соборной площади, где Глинских признали виновными в поджогах и колдовстве. В Успенском соборе «убили миром» дядю царя, боярина Юрия Глинского: он был побит во время богослужения, а затем забит насмерть камнями. Оставшиеся после пожара дворы Глинских сожгли и разграбили.
29 июня толпа двинулась в село Воробьёво, где от пожаров скрывались Иван IV вместе с женой Анастасией и братом Юрием. Летописи описывают, что «бысть смятение людем московским: поидоша многые люди черные к Воробьёву и с щиты и сулицы, яко к боеви обычаи имаху, по кличю палача». Целью восставших было расправиться с остальными Глинскими. По утверждению советского историка Сигурда Шмидта, в гневе люди были готовы даже убить царя, якобы скрывавшего родственников. Не ожидавший наступления вооружённых москвичей, 17-летний царь пошёл на переговоры и обещал отставку воеводы Михаила Глинского. Толпа разошлась, но волнения в столице продолжались ещё около недели. После усмирения бунта царь приказал арестовать и казнить его зачинщиков. По мнению Шмидта, расправа над участниками июньского восстания не была суровой, поскольку «политическая ситуация лета 1547 года никак не подходила для совершения массовых казней». В тот период в ближайшем кругу Ивана IV появился священник Сильвестр, убедивший государя, что пожары — гнев Божий, обрушившийся на Ивана за его неправедные поступки. Впоследствии Грозный вспоминал об июньских событиях: «И от сего бо вниде страх в душу мою и трепет в кости моя».
Московское восстание привело к падению рода Глинских и стремлению молодого царя укрепить абсолютную власть. Историк Александр Зимин считает, что, воспользовавшись волнениями 1547 года, из Москвы бежал религиозный вольнодумец Феодосий Косой с приспешниками. Эту догадку поддержал другой историк, Александр Клибанов.

## Участники
Вопрос об участниках городских волнений 1547 года вызывает споры между исследователями. Письменные источники эпохи правления Ивана IV менялись в зависимости от периода. Изначальное описание событий принадлежит ранним памятникам, как «Летописец начала царства» и Новгородская летопись по списку историка Николая Никольского. Последующие источники сформировались в поздние годы царствования Ивана Грозного и отражают точку зрения монарха во времена Опричнины, когда Грозный стремился обвинить ненавистных бояр и оправдать свои политические репрессии. Такие материалы рассматриваются современными учёными как наиболее идеологические, им меньше доверяют. Согласно первой версии, восставшие действовали по собственной инициативе, второй — под руководством бояр, стремившихся узурпировать власть.
Советские историки полагали, что восстание носило классовый характер, а его основной движущей силой были низшие слои горожан — «чернь». Современные исследователи указывают на смешанный характер восстания, в котором принимали участие представители различных слоёв населения. Так, историк Артём Жуков опровергает тот факт, что бояре были «подстрекателями» восстания. Однако отмечает, что бунт имел «некое подобие вечевой организации», на вершине которой находилась городская знать, выступавшая против Глинских. Знать могла бороться за устранение политических конкурентов, а также выражать недовольство из-за сгоревшего имущества. По мнению исследователя, «[о]бщее несчастье оказало консолидирующее воздействие на москвичей».